# Mrs. Miniver
A Mrs. Miniver 1942-ben bemutatott amerikai háborús filmdráma William Wyler rendezésében. A történet alapjául Jan Struther írásai szolgáltak, melyek Mrs. Miniverről, egy fiktív angol háziasszonyról szóltak. A film hat Oscar-díjat nyert.

## Történet
|  | Alább a cselekmény részletei következnek! |

Mrs. Kay Miniver (Greer Garson) és családja kényelmesen éli mindennapos életét Starlingsban, egy faluban nem messze Londontól. A házuknak nagy kertje van, egy kis motoros hajóval és partszakasszal a Temze partján. A férje Clem Miniver (Walter Pidgeon) elismert építész. Három gyerekük van: Toby, Judy és a legidősebb Vin (Richard Ney), aki már egyetemre jár. Velük él még Gladys (Brenda Forbes), a házvezetőnő és Ada (Marie De Becker), a szakácsnő.
Vin az egyetem után találkozik Carol Beldonnal (Teresa Wright), Lady Beldon (May Whitty) unkokájával, és egymásba szeretnek. Vin elhívja a lányt egy jacht klub vacsorára. Végül összeházasodnak, de a második világháború egyre közelebb kerül otthonukhoz. Vin jelentkezik a Királyi Légierőnél, a bázisa nem messze a szüleik házától lesz.
Clem együtt más hajótulajdonossal, önkéntesnek jelentkezik a motoros hajójával a Dunkerque-i evakuálásnál.
Egy kora reggel Kay egy lezuhant repülőgépre lesz figyelmes a közelben. Egy német vadászpilótát talál a kertjükben bujkálni. Enni ad neki, higgadtan elveszi a fegyverét, majd értesíti a rendőrséget. Hamarosan Clem is hazatér.
Ahogy a légitámadások elkezdődnek, Kay és Carol autóval elveszi Vint a közeli légibázisra, ahol a fiú állomásozik, hogy csatlakozni tudjon repülőszázadához. A visszaúton viszont német légitámadásba keverednek, Carol súlyosan megsebesül, és mire hazaérnek, a lány meghal. Kay teljesen összeomlik. Mikor Vin hazatér a csatából, megtudja a szörnyű híreket.
A film végén a helyi lakosok egy lebombázott templom romjai mellett gyűlnek össze, ahol a lelkész mond egy erőteljes beszédet a háború mellett.

## Szereposztás
| Szerep             | Színész         | Magyar hangja (1. szinkron) |
| ------------------ | --------------- | --------------------------- |
| Mrs. Kay Miniver   | Greer Garson    | Császár Angela              |
| Clem Miniver       | Walter Pidgeon  | Szersén Gyula               |
| Carol Beldon       | Teresa Wright   | Madarász Éva                |
| Lady Beldon        | May Whitty      | Győri Ilona                 |
| Foley              | Reginald Owen   | Cs. Németh Lajos            |
| James Ballard      | Henry Travers   | Makay Sándor                |
| Vin Miniver        | Richard Ney     | Tóth-Gáspár András          |
| Lelkész            | Henry Wilcoxon  | Perlaki István              |
| Gladys             | Brenda Forbes   | ?                           |
| Ada                | Marie De Becker | ?                           |
| Német vadászpilóta | Helmut Dantine  | ?                           |

## A film háttere
A film anyagi szempontból minden várakozást felülmúlt, Észak-Amerikában 5 538 000 dolláros bevételt hozott, plusz világszerte még  3 520 000 dollárt eredményezett.
Franklin D. Roosevelt is nyomást gyakorolt az amerikai mozikra, hogy minél többet vetítsék a filmet, mert jó propaganda célt szolgál.
Richard Ney, aki a filmben Greer Garson fiát alakította és 11 évvel fiatalabb volt a színésznőnél, nem sokkal a premier után feleségül vette filmbeli anyját. A házasság nem volt hosszú életű, 4 év után elváltak.

## Oscar-díj
Oscar-díj (1943)
- díj: legjobb film – Metro-Goldwyn-Mayer
- díj: legjobb rendező – William Wyler
- díj: legjobb női főszereplő – Greer Garson
- díj: legjobb női mellékszereplő – Teresa Wright
- díj: legjobb forgatókönyv – George Froeschel, James Hilton, Claudine West, Arthur Wimperis
- jelölés: legjobb férfi főszereplő – Walter Pidgeon
- jelölés: legjobb férfi mellékszereplő – Henry Travers
- jelölés: legjobb női mellékszereplő – May Whitty
- jelölés: legjobb vágó – Harold F. Kress
- jelölés: legjobb hang – Douglas Shearer
- jelölés: legjobb effektek – A. Arnold Gillespie, Warren Newcombe, Douglas Shearer
- díj: legjobb operatőr – Joseph Ruttenberg

Greer Garson mondta az eddigi leghosszabb – öt és fél perces – köszönőbeszédét, miután átvette az Oscar-díjat.

## Fordítás
- Ez a szócikk részben vagy egészben  a   Mrs._Miniver című angol Wikipédia-szócikk fordításán alapul.  Az eredeti cikk szerkesztőit annak laptörténete sorolja fel. Ez a jelzés csupán a megfogalmazás eredetét és a szerzői jogokat jelzi, nem szolgál a cikkben szereplő információk forrásmegjelöléseként.